# Marjorie Lord
Marjorie Lord (gebürtig Marjorie Wollenberg, * 26. Juli 1918 in San Francisco, Kalifornien; † 28. November 2015 in Los Angeles, Kalifornien) war eine US-amerikanische Film- und Fernsehschauspielerin.

## Karriere
Bevor die Künstlerin ihre Karriere am Broadway startete, studierte sie an der American Academy of Dramatic Arts und an der Chaliff School of Dance Schauspiel und Ballet. Im Jahr 1937 gab sie mit einer Nebenrolle im Film Border Cafe Filmdebüt. Vor allem in den 1940er-Jahren fungierte Lord als Hauptdarstellerin vieler B-Movies. Eine ihrer bekanntesten Rollen hatte sie 1943 in dem Sherlock-Holmes-Film Verhängnisvolle Reise an der Seite von Basil Rathbone. Seit den 1960er Jahren war Marjorie Lord fast ausschließlich in TV-Produktionen zu sehen. Im Fernsehen feierte sie wohl auch ihren größten Erfolg: In der Rolle der Mutter Mrs. Kathy Williams in der Fernsehserie Make Room for Daddy, die sie zwischen 1957 und 1964 in über 200 Folgen spielte. Im Alter von 70 Jahren zog sie sich ins Privatleben zurück.

## Privat
Marjorie Lord war dreimal verheiratet. Von 1941 bis 1955 mit dem Schauspieler John Archer, von 1958 bis zu seinem Tod 1974 mit dem Produzenten Randolph Hale, und von 1976 bis zu seinem Tod 2000 mit dem Bankier Harry Volk. Marjorie Lord hat mit Archer zwei Kinder. Ihre Tochter ist die Schauspielerin Anne Archer. Marjorie Lord verstarb im November 2015 im Alter von 97 Jahren eines natürlichen Todes.

## Filmografie (Auswahl)
- 1937: Border Cafe
- 1937: On Again-Off Again
- 1938: Girls’ School
- 1943: Das zweite Gesicht (Flesh and Fantasy)
- 1943: Hi, Buddy
- 1943: Verhängnisvolle Reise (Sherlock Holmes in Washington)
- 1943: Johnny Come Lately
- 1947: New Orleans
- 1948: The Argyle Secrets
- 1950: Lach und wein mit mir (Riding High)
- 1950: Bomba und der tote Vulkan (The Lost Volcano)
- 1953: Morgen wirst du gekillt, Johnny (Rebel City)
- 1954–1964: Make Room for Daddy (Fernsehserie, 228 Folgen)
- 1966: Völlig falsch verbunden (Boy, Did I Get a Wrong Number!)
- 1970–1971: Make Room for Granddaddy (Fernsehserie, 24 Folgen)